# Sicyodes bicolor
Sicyodes bicolor là một loài bướm đêm trong họ Geometridae.